# Дружба (Білоцерківський район)
Дру́жба —  село в Україні, у Володарській селищній громаді Білоцерківського району Київської області. Населення становить 36 осіб.
Офіційно існує з 22 лютого 1991 року. Взяте на облік з підпорядкуванням Завадівській сільській раді 21 травня 1991 року.

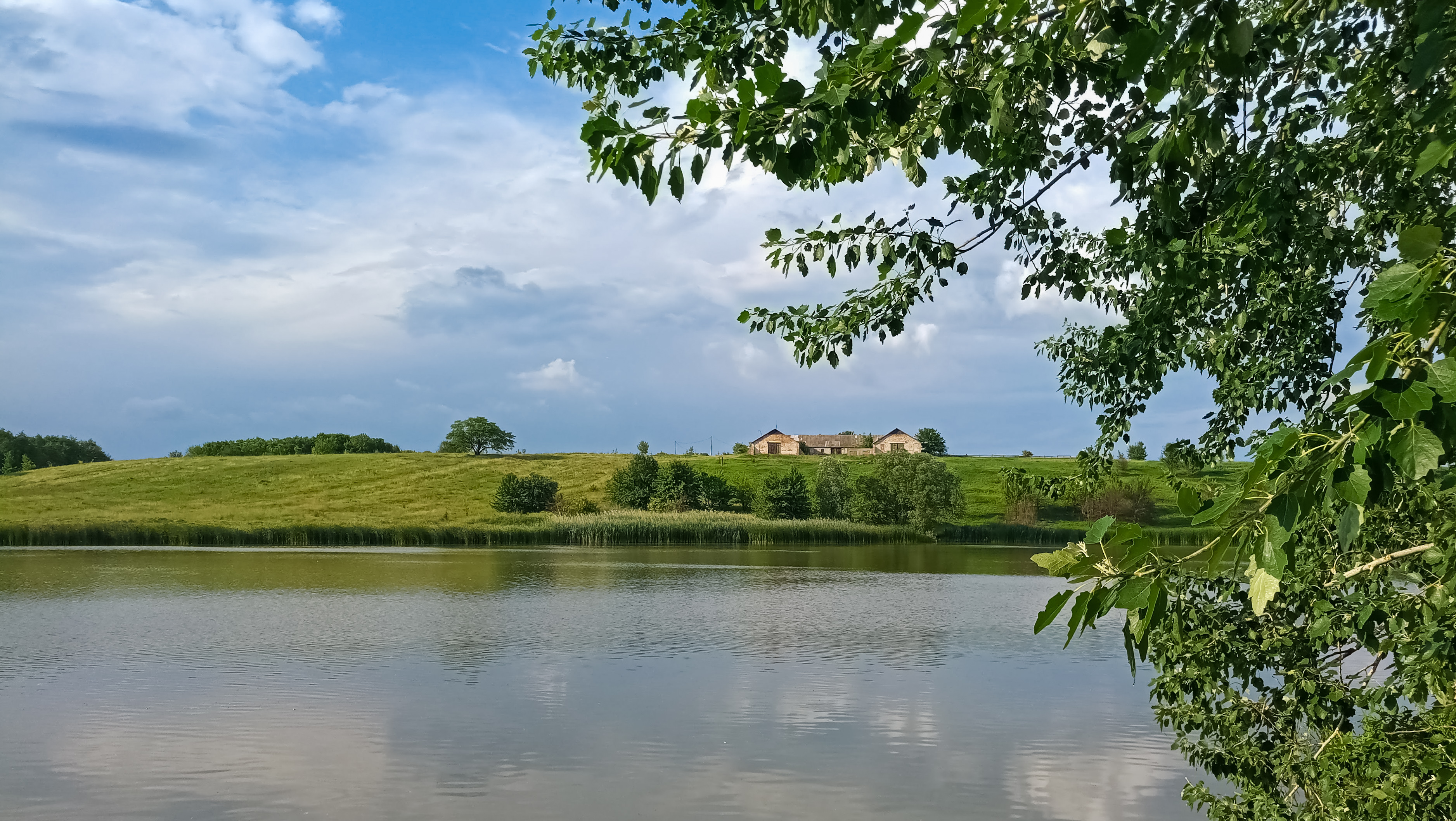
Яришкін ставок, с. Дружба

## Населення

### Мова
Розподіл населення за рідною мовою за даними перепису 2001 року:
| Мова       | Кількість | Відсоток |
| ---------- | --------- | -------- |
| українська | 35        | 97.22%   |
| російська  | 1         | 2.78%    |
| Усього     | 36        | 100%     |

## Географія
Село розташоване на лівому березі річки Рогозянки, лівої притоки Росі.

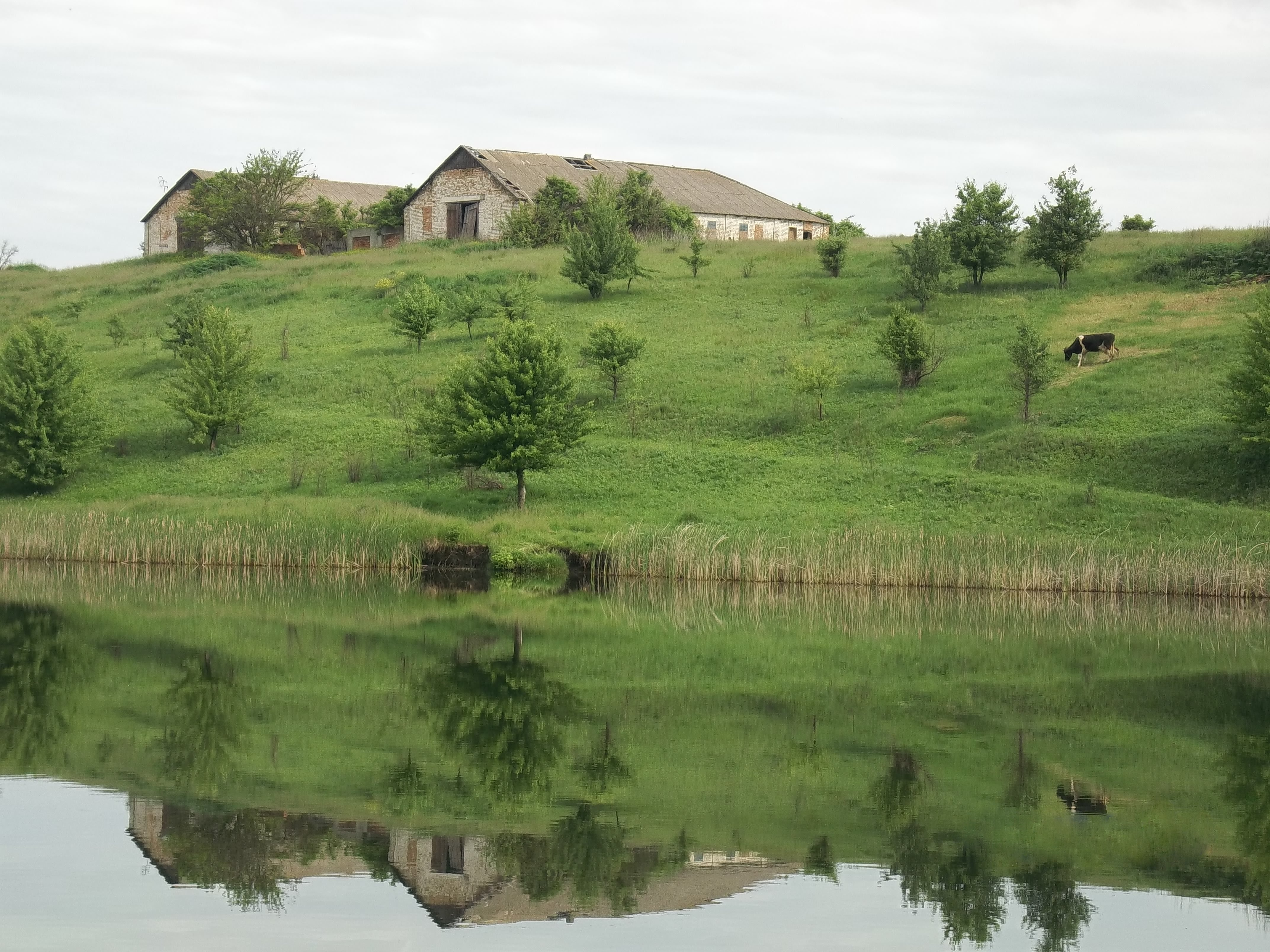
Ферма, с. Дружба